# Kosmos 1514
O Kosmos 1514 (ou Bion 6; em russo: Космос 1514, Бион 6) foi um satélite soviético de pesquisas biológicas. Foi o sexto satélite da série Bion de satélites artificiais. Foi lançado em 12 de dezembro de 1983 do Cosmódromo de Plesetsk, União Soviética (atualmente na Rússia), através de um foguete Soyuz-U.
A missão Bion 6 foi primeira em que a antiga agência espacial soviética levou macacos ao espaço. Dois macacos Rhesus foram levados em órbita, implantados com sensores para permitir o acompanhamento da artéria carótida e o fluxo sanguíneo. Dezoito ratos brancos prenhos foram usados para estudos dos efeitos de microgravidade e radiação. Os ratos posteriormente produziram ninhadas normais as observadas na terra. A missão terminou depois de cinco dias.